# James Glen

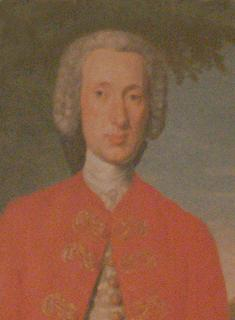
James Glen

James Glen (* 1701 in Linlithgow, Schottland; † 18. Juli 1777  in London, England) war ein britischer Kolonialgouverneur der Province of South Carolina.

## Lebenslauf
James Glen war der Sohn von Alexander Glen und Marion Graham. Er studierte an der Universität Leiden Jura und begann danach eine Laufbahn im öffentlichen Dienst. In seiner schottischen Heimat bekleidete er mehrere lokale Ämter. Im Jahr 1738 wurde er zum Gouverneur der Province of South Carolina ernannt. Seit dem Tod von Robert Johnson im Mai 1735 war das Amt mit Thomas Broughton und William Bull I nur kommissarisch besetzt. Noch vor James Glen wurde Samuel Horsey zum Gouverneur berufen, dieser trat das Amt aber nicht an. James Glen ließ sich seinerseits fünf Jahre Zeit, ehe er in die Kolonie im Süden der amerikanischen Ostküste aufbrach. Hauptgrund für diese Verzögerung waren Verhandlungen über das Gehalt des Gouverneurs. Glen trat sein Amt am 17. Dezember 1743 an und übte es bis zum 1. Juni 1756 aus. Damit hatte er die längste Amtszeit aller Kolonialgouverneure von South Carolina. In diese Zeit fiel der King George’s War, in den auch South Carolina hineingezogen wurde.
Glen musste sich mit Indianerfragen und internen politischen Konflikten auseinandersetzen. Er versuchte die Grenzen der Kolonie nach Westen zu verschieben. Dazu plante er den Bau von Forts. Am 1. Juni 1755 wurde Glen als Gouverneur durch William Lyttelton ersetzt. Bis 1761 blieb er noch in South Carolina, wo er mit Hilfe von Sklaven eine Reisplantage betrieb, die er danach an seinen Schwager John Drayton verpachtete. Im Jahr 1761 kehrte er nach Großbritannien zurück. Er starb am 18. Juli 1777 in London und wurde in seinem Geburtsort Linlithgow beigesetzt.
1761 veröffentlichte er eine Description of South Carolina.